# Rapsodes
Rapsodes va ser un col·lectiu musical valencià nascut el 2002 que mescla diferents estils com el hip-hop, la música electrònica o el jazz. Les lletres tenen un fort component de crítica social combinades amb altres més divertides, humanes i íntimes.
Rapsodes van començar el seu camí musical en la localitat de Llíria, d'on s'inspiraren en moltes de les lletres. El grup va presentar el seu primer àlbum, Contes per versos en la sala Loco de València. Aquest àlbum es considera un disc fundacional. El 2007 va rebre el Premi Ovidi Montllor «grup revelació» i l'any següent el primer premi del Circuit de la Música en Valencià, i el premi a la millor lletra dels Ovidi Montllor de 2009.
En aquesta mateix lloc, la sala Loco, es van acomiadar el gener de l'any 2014 amb el disc Pessics i Pessigolles. Amb la marxa d'Andreu Laguarda a l'Amèrica del Sud es tancava la trajectòria del grup, pioner al País Valencià en l'ús del valencià en el hip-hop. Respecte a aquesta última qüestió el grup va dir que «veuen el present del hip-hop valencià (i no només en valencià) amb esperança, presa d'una ebullició que no era tan palpable, perquè el rap és una música que, vaja on vaja, tindrà acceptació en més o menys mesura, tot i que és clar que, per a nosaltres, acaba de nàixer i que no està al nivell de les grans estreles del rap espanyol».
Un any després de la dissolució del grup, dos dels integrants de Rapsodes, Ivan Almero i David de Matías, van encetar un nou projecte musical junt amb Sandra Aragó i Berta Íñiguez: Herba Negra.
Quant a Mireia Vives, des de l'any 2016 conforma un duet musical amb el guitarrista Borja Penalba. A més, és una de les components del conjunt artístic Ovidi4.

## Discografia
| 1.  | «Som de la pelitrumpeli»   | 02:35 |
| 2.  | «Sóc petit però valent»    | 02:34 |
| 3.  | «La casa del terror»       | 02:42 |
| 4.  | «Irresistible»             | 02:53 |
| 5.  | «Rita la cantaora»         | 04:38 |
| 6.  | «Intakte»                  | 03:09 |
| 7.  | «Estil lliure»             | 00:55 |
| 8.  | «Mil paraules»             | 05:08 |
| 9.  | «El quart element»         | 01:35 |
| 10. | «Rap a dit»                | 06:00 |
| 11. | «Petits difícils miracles» | 03:22 |
| 12. | «U lose»                   | 00:46 |
| 13. | «Rap & Soda a mitjanit»    |       |
| 14. | «It's my life»             | 03:12 |
| 15. | «A contar troles»          | 04:07 |

| 1.  | «DKT»                              | 04:04 |
| 2.  | «Aquí te pillo, aquí temazo 04:15» | 04:15 |
| 3.  | «Coses de la vida»                 | 04:15 |
| 4.  | «Es veu vindre 04:10»              | 04:10 |
| 5.  | «Calentúria 05:47»                 | 05:47 |
| 6.  | «Voulez-vous 01:10»                | 01:10 |
| 7.  | «Adolescència»                     | 05:22 |
| 8.  | «Somewhere over the rainbow»       | 03:00 |
| 9.  | «Cor Pur»                          | 03:53 |
| 10. | «La xancla»                        | 01:20 |
| 11. | «Tot té un mig i dues vores»       | 02:45 |
| 12. | «Mel»                              | 04:04 |
| 13. | «Astrosaures»                      |       |
| 14. | «Tot a la vida és rap»             | 06:02 |

| 1.  | «Rita la cantaora de rave 2014»       | 05:00 |
| 2.  | «Hem tancat espiral 2014»             | 03:59 |
| 3.  | «A contar troles 2014»                | 03:10 |
| 4.  | «Dóna'm jarkor 2014»                  | 01:42 |
| 5.  | «Zombie Tour Abuse 2012»              | 03:46 |
| 6.  | «Jazzta B - Rita la cantaora 2012»    | 06:00 |
| 7.  | «Jazzta B - Mil paraules 2012»        | 05:26 |
| 8.  | «Jazzta B - Adolescència 2012»        | 04:52 |
| 9.  | «Jazzta B- Rap & Soda 2012»           | 04:23 |
| 10. | «Nàixer, créixer i desaparéixer 2011» | 04:31 |
| 11. | «25 anys de trobades 2010»            | 03:24 |
| 12. | «Oh desig de cançons 2009»            | 04:21 |
| 13. | «Al vent 2009»                        | 01:48 |
| 14. | «Amor, pau i sexe 2009»               | 04:44 |
| 15. | «Lliri entre cards 2009»              | 04:24 |
| 16. | «Veles e vents 2009»                  | 05:14 |
| 17. | «Com tu vullgues 2007»                | 04:07 |
| 18. | «Camaleònic 2007»                     | 04:59 |
| 19. | «Macarroni 2007»                      | 05:20 |
| 20. | «Mone a Espiral 2007»                 | 04:01 |
| 21. | «Mil paraules 2007»                   | 05:02 |
| 22. | «Tot encadenat 2006»                  | 04:06 |
| 23. | «La música 2006»                      | 04:26 |
| 24. | «La mejor guerra 2005»                | 05:56 |
| 25. | «Com tu vullgues 2005»                | 03:40 |

A més dels discos propis, van formar part d'un disc d'homenatge a Raimon (Gràcies, Raimon. Al vent: 50 anys; 2009), i un altre que recordava Ovidi Montllor i Joan Fuster (A dos de val; 2012).